# Road to Catharsis Tour 2018 - Radwimps Live
Road to Catharsis Tour 2018 - Radwimps Live, estilizado como Road to Catharsis Tour 2018 - RADWIMPS LIVE é o oitavo álbum de vídeo da banda japonesa RADWIMPS, lançado no dia 12 de dezembro de 2018 simultaneamente com o nono álbum de estúdio da banda, ANTI ANTI GENERATION, sob o selo fonográfico EMI Records, uma divisão da Universal Music Japan. O álbum é um registro do show ao vivo realizado na Yokohama Arena no dia 20 de julho de 2018, como parte da turnê nacional Road to Catharsis Tour 2018.

## Faixas
1. AADAAKOODAA
2. One man live
3. Masu.
4. Futarigoto
5. Enren
6. Oreiro Sukai
7. Yadokari
8. Yayu
9. Akimatsuri
10. Sparkle
11. Oshakashama
12. Catharsist
13. Sennō
14. Shūkan Shōnen Janpu
15. HINOMARU
16. Toremoro
17. Iin desu ka?
18. Kimi to Hitsuji to Ao
19. Bō Ningen
20. DADA

## Créditos
- Yojiro Noda - vocal, guitarra, piano
- Akira Kuwahara - guitarra, vocal de apoio
- Yusuke Takeda - baixo, vocal de apoio
- Satoshi Yamaguchi - bateria, vocal de apoio

com
- Mizuki Mori - bateria
- Toshiki Hata - bateria